# Ortacesus
Ortacesus (sardinsky: Ortacèsus) je italská obec (comune) v provincii Sud Sardegna v regionu Sardinie. Nachází se ve výšce 161 metrů nad mořem a má 873 obyvatel. Rozloha obce je 23,63 km².